# 秦直道
秦直道，位于中华人民共和国内蒙古自治区、甘肃省和陕西省境内，是一条秦代修筑的交通干道。该道路始建于秦始皇三十五年（公元前212年），但没有具体的建成日期。建成之后的秦直道在清朝之前都有使用，至清朝时逐渐废弃。20世纪70年代时，考古学界重新展开了关于秦直道的研究，关于秦直道的走向问题成为学界争论的焦点。2009年，陕西延安市境内的秦直道透過考古发掘确认，至此关于秦直道的走向几乎已全部确认。2006年和2013年，秦直道遗址、秦直道起点遗址和秦直道遗址延安段、秦直道遗址庆阳段分别列入第六批和第七批全国重点文物保护单位。

## 历史
秦始皇三十五年（公元前212年），秦始皇下令从云阳修造一条通往九原郡的道路，是为秦直道，全长700余公里。关于建造秦直道的目的存有多种说法，其中较为流行的说法包括“为了出巡便利”、“作为运兵通道”和“作为交通线路”等。该工程由蒙恬负责修造，由于该路线地形复杂，道路险峻，工程进展缓慢。直至蒙恬于秦始皇三十七年（公元前210年）被赐死时，秦直道仍尚未完全修通。秦二世即位后继续興建秦直道，但史料并未记载秦直道的建成时间，同时也没有记载秦直道的具体路线。秦朝灭亡后，秦直道至隋唐时期依然继续提供交通服務，有观点认为昭君出塞时所走的路线即为秦直道。清朝年间，秦直道逐渐荒废，失去了作为交通干道的作用。

## 研究
1974年7月，内蒙古自治区文化厅组织的文物干部培训班在伊克昭盟野外实习时发现了当地的秦直道遗存，此后又对当地遗存进行了进一步的确认，确认了当地秦直道的大致走向和范围，并于此后确认了秦直道的北端终点为麻池古城。

### 路线争议
1975年，歷史地理學家史念海查阅史料和实地考察后，发表了一篇研究秦直道遗迹的文章，文章中论及秦直道规制和走向，认为秦直道应是由陕西淳化县北凉武帝村秦林光宫遗址向北，沿着子午岭的岭脊至甘肃定边县南侧，再向北进入鄂尔多斯草原，在昭君坟附近渡过黄河，到达位于今包头市西南一带的路线。这篇文章使得关于秦直道的研究重新引起了考古学界的重视，但此后又有说法认为秦直道在子午岭一段是向东穿行，并穿过上郡进入鄂尔多斯草原。双方在秦直道的南半段路线分析上出现了较大分歧。

### 实地探勘
1979年，考古人员调查了秦直道的南段起点，即汉代甘泉宫遗址。该遗址的北门与秦直道遗迹相连。1991年至1994年，甘肃省文物局组织人员对甘肃省境内的秦直道遗迹进行探察，并发现了大量秦直道遗迹:2。2006年，考古工作人员在陕西富县发现了秦直道的路面和排水沟。2009年3月2日，陕西省考古研究院组织人员对陕西富县境内的秦直道进行考古发掘。该工程耗时56天，除发掘出部分古钱币之外，考古人员还在秦直道旁挖出大量建筑基址，这些基址随后确定为兵站的遗址。这次发掘是秦直道遗址的第一次大规模发掘，并当选了2009年度全国十大考古新发现。此次发掘结果与“秦直道途经甘肃”的说法相冲突，有观点认为甘肃境内的秦直道实际为秦直道的支线。

## 现存遗迹

### 内蒙古段
现存的秦直道中，内蒙古段已确定路段北起达拉特旗吴四圪堵村东，穿过鄂尔多斯高原中部区域，南至伊金霍洛旗的掌岗图四队，两端直线距离近100公里。此段全程很少有弯道，途经的丘陵均有不同程度的开凿，所经的山谷则有不同程度的垫土。遗迹受到雨水的严重侵蚀，但仍可分辨路基痕迹。在该段秦直道遗迹东侧分布有城梁、苗齐圪尖和大顺壕3座同时期古城，根据其中的出土文物分析应为秦直道的附属建筑。

### 甘肃段
甘肃境内的秦直道总长290千米，全部位于庆阳市境内。其中最南端位于正宁县，从刘家店、黑马湾沿陕甘两省分界线抵达调令关后向北出正宁县境，全长长约70公里，宽度在4米至6米之间。以调令关为界，南侧为慢上坡，北侧为慢下坡。宁县境内的秦直道全长60公里，宽5米至6米，从正宁县进入宁县的五里墩，经芦邑庄、吊庄、七里店等村落至到合水县境内。全段山势起伏不大，路面平坦。合水县内的秦直道自午亭子与宁县内的秦直道相连，并由南向北穿过合水县境，全长约50公里，宽6米，部分路段受现代公路破坏严重。从青龙山起，秦直道进入合水、华池两县交界处的分水岭并向西北方向沿伸，到华池县的麻芝峡后贯穿华池县境，进入陕西定边县，全长约110公里，宽约6米，保存情况相对较好。沿途在调令关、高庄、艾蒿店、午亭子等地发现大量建筑遗址，以及17个烽燧遗迹。

### 陕西段

#### 起点段
秦直道起点段位于淳化县境内，自汉甘泉宫遗址宫墙北门起向北，至北庄子村处开始收窄，上行1公里后拓宽至17米，其后向北延伸至还把1769米处的归门口，此处宽约为20米，再向北进入旬邑县境内。

#### 旬邑段
旬邑县境内的秦直道平均宽20至30米，由于有植被覆盖，保存较为完好。其路线从淳化、耀县、旬邑三交界的箭杆梁下盘头坡，过姜姬河、上大草沟梁高地，绕梁直到石门关石门处下坡，沿子午岭主脉至大店村。从大店下坡到马栏岔沟过马栏河，直从马栏革命旧址窑洞处上坡，沿子午岭至调令关。从雕灵关东南300米处转向直北慢坡下山，从石底子水库西边进东沟上子午岭支脉，与黄陵县境内的秦直道相连，全长约90公里。山脊和高地部分堑山痕迹非常明显。转弯处弯道很大，上下坡道部分路面宽敞平缓。在石门关段残留有三处秦汉建筑遗址，此外沿途还有两座烽燧遗址。

#### 延安段
黄陵县境内的秦直道全长60公里，道基宽10-60米不等，途经艾蒿店老芦堡、五里墩、沮源关等村庄。老芦堡、艾蒿店一带还保存有多处高达6米的烽火台遗迹。直道遗迹两侧还保存有6处垭口，3处兵站和1处驿站遗址。富县段长125公里，其路面一般宽30—40米，最宽处达58米。该段遗迹出现了大量相互叠压的车辙印和脚印，靠河、靠山和靠沟的一侧均建有夯土护坡。在道路最窄的一段遗留有关卡的大量建筑遗迹。整段道路出现了3处人工毁坏的痕迹。甘泉县秦直道从墩梁西北再转东北方向，在安家沟下山，过洛河后，从方家河龙咀沟上山，北端与志丹县段相连，全长34公里。道路呈西南东北走向，修建方式为铲削山体的一侧以开路，然后在路面上填土以平路。山体一侧有沟谷的用夯土填平以增加路面宽度。志丹县境内的秦直道经永宁镇、双河乡、杏河镇进入安塞县，全长105公里。境内残存路面最宽处50米，最窄处5米，有明显的车辙痕迹。

## 保护
1993年3月，甘肃省庆阳段的秦直道列为甘肃省文物保护单位。1996年5月28日，内蒙古段的秦直道以“秦直道遗迹”一名入列内蒙古自治区文物保护单位。2003年，秦直道遗址富县、甘泉、志丹、安塞段列入陕西省文物保护单位。2006年，秦直道陕西省旬邑县段和内蒙古鄂尔多斯市段以“秦直道遗址”一名共同列入全国重点文物保护单位。2013年，秦直道起点遗址、秦直道遗址庆阳段和秦直道遗址延安段則分别列入全国重点文物保护单位。2013年7月，国家文物局正式批复同意关于东胜段秦直道遗址的保护规划。